# 九龍巴士88線
九龍巴士88線是一條新界市區巴士路線，來往中秀茂坪及大圍站，途經九龍區之秀茂坪、寶達邨、安達邨、安泰邨、彩雲邨及牛池灣，以及新界區之沙田圍、沙田市中心及美林邨，取道大老山隧道往返九龍和新界。
本線為首條全日服務安達臣道發展區的新界專營巴士路線，以及秀茂坪首條來往沙田區的專營巴士路線，亦是大老山隧道首條來往大圍的專營巴士路線。

## 歷史
2015年初，觀塘區來往沙田區的巴士路線有近十條之多，但各條路線皆行走觀塘道與牛頭角道兩條位處山腳的主要交通走廊；而觀塘區住宅區集中於山上的四順、秀茂坪及藍田一帶，並非沙田至東九龍巴士路線的覆蓋範圍。山上居民要乘搭該等路線往返沙田，必須先乘區內巴士或小巴路線至山下的觀塘市中心、牛頭角、彩虹等地轉車。雖然觀塘半山已有巴士轉乘優惠接駁往返沙田區的路線，但相當不便。
2013年，時任行政長官梁振英推動的首個區域性重組《北區區域性巴士路線重組》於8月起逐步實施，其中往返藍田（平田）至粉嶺聯和墟的277X線，在該計劃下被縮短至藍田站，未獲諮詢的觀塘區議會得悉277X線在藍田端縮短之建議後，議員紛紛表示反對，並要求在交通及運輸委員會會議上增設議程討論之。8月3日，九巴和多名建制派議員會面後，除了決定增加藍田山上路線轉乘277X線的轉乘優惠外，亦表示會研究將80X線兩端服務範圍分別擴展至大圍鐵路站以及四順、秀茂坪和藍田山，方便該區乘客來往沙田區，並透過與其他途經大老山隧道路線之轉乘優惠方便乘客往返馬鞍山、大埔及北區等地，並改以循環線模式運作。 
2014年《沙田區區域性巴士路線重組》首輪建議中，九巴放棄擴展80X線服務範圍之計劃，而擬將該線修改為只於上、下午繁忙時間分別提供去程及回程之單向服務，非繁忙時間則由89B線取代，但遭區議會強烈反對而在2014年6月的修訂建議中擱置。其後原本提供藍田山上經大老山隧道來往沙田區巴士服務，改為開辦新路線88X線取代，並於同年8月實施，但88X線只提供往返藍田山上服務。
適逢安達臣道發展計劃之推展，兩條大型公共屋邨（安達邨、安泰邨）於數年內在秀茂坪附近落成，運輸署決定改為開辦全新路線，假借安達臣道發展區的人口增長，使秀茂坪居民同時得享往返沙田區的巴士服務。2015年1月8日，運輸署向觀塘區議會交通及運輸委員會發表《安達臣道公共房屋發展計劃公共運輸服務的建議安排》，建議開辦六條全新路線，其中四條擬以公開招標決定營辦公司，包括一條往返沙田的路線，往返中秀茂坪及大圍站，取道安秀道、彩雲邨、大老山隧道及沙田市中心往返，沙田區總站定為大圍站。
運輸署於2016年1月11日公佈，安達臣道發展區四條新路線均由九巴投得，其中本線於2017年5月11日編號定為88。2017年6月曝光的暫定走線，顯示本線往大圍站方向改為繞經安泰邨內部的安茵街，以囊括四順客源（於安茵街有兩條行人天橋接駁四順）；路線開辦前不久，九巴再應地區人士要求進一步修訂行車路線，往中秀茂坪方向改為繞經沙田市中心巴士總站，而非如原有計劃般停靠橫壆街「好運中心」巴士站。
- 2017年7月9日：88線開辦[7][8]。
- 2018年1月26日：往中秀茂坪方向加停新清水灣道「德望學校」站，並調整班次[9]。
- 2025年4月23日頭班車起，往大圍站方向，因道路工程關係，「銅鑼灣村」站臨時取消。[10]
- 2025年4月6日早上5時至2025年10月6日早上5時期間，往中秀茂坪方向「基順學校」站，因道路工程關係，臨時向後遷移約 60 米。[11]
- 2025年7月27日：往大圍站方向原有位於担杆莆街的「沙田大會堂」站遷移至沙田正街「沙田市中心」站。

## 服務時間及班次
| 中秀茂坪開           | 中秀茂坪開  | 中秀茂坪開   | 大圍站開             | 大圍站開    | 大圍站開     |
| 日期                 | 服務時間    | 班次（分鐘） | 日期                 | 服務時間    | 班次（分鐘） |
| -------------------- | ----------- | ------------ | -------------------- | ----------- | ------------ |
| 星期一至五           | 05:30-06:30 | 15           | 星期一至五           | 05:30-06:00 | 30           |
| 星期一至五           | 06:30-07:10 | 10           | 星期一至五           | 06:00-09:00 | 15           |
| 星期一至五           | 07:10-08:00 | 8-9          | 星期一至五           | 09:00-12:00 | 20           |
| 星期一至五           | 08:00-09:00 | 10           | 星期一至五           | 12:00-17:00 | 15           |
| 星期一至五           | 09:00-14:00 | 15           | 星期一至五           | 17:00-18:00 | 10           |
| 星期一至五           | 14:00-16:00 | 20           | 星期一至五           | 18:00-19:00 | 12           |
| 星期一至五           | 16:00-19:00 | 15           | 星期一至五           | 19:00-21:00 | 15           |
| 星期一至五           | 19:00-00:00 | 20           | 星期一至五           | 21:00-23:40 | 20           |
|                      |             |              | 星期一至五           | 23:40-00:30 | 25           |
| 星期六、日及公眾假期 | 05:30-18:50 | 20           | 星期六、日及公眾假期 | 05:30-06:20 | 25           |
| 星期六、日及公眾假期 | 19:15       | 19:15        | 星期六、日及公眾假期 | 06:20-18:00 | 20           |
| 星期六、日及公眾假期 | 19:40-22:00 | 20           | 星期六、日及公眾假期 | 18:15       | 18:15        |
| 星期六、日及公眾假期 | 22:00-00:00 | 30           | 星期六、日及公眾假期 | 18:30-23:30 | 20           |
|                      |             |              | 星期六、日及公眾假期 | 23:30-00:30 | 30           |

## 收費
全程：$8.3
- 過大老山隧道後往大圍站：$6.0
- 沙田市中心往大圍站：$5.2
- 過大老山隧道後往中秀茂坪：$7.1
- 安泰邨往中秀茂坪：$5.0

| - 本線設有12歲以下小童及65歲或以上長者半價優惠。 - 65歲或以上香港居民使用「樂悠咭」，以及12歲以下合資格殘疾兒童使用「殘疾人士身份」個人八達通繳付車資，均可享有每程$2.0或半價（以較低者為準）的票價優惠；12至64歲合資格殘疾人士使用「殘疾人士身份」個人八達通（包括「樂悠咭」），以及60至64歲香港居民使用「樂悠咭」繳付車資，均可享有每程$2.0或全費（以較低者為準）的票價優惠。 - 65歲或以上長者如使用長者或一般個人八達通繳付車資，則只可享有半價優惠；12至64歲合資格殘疾人士如不使用「殘疾人士身份」個人八達通，以及60至64歲人士如不使用「樂悠咭」繳付車資，必須繳付全費。 - 乘客可以現金或八達通於上車時付款，不設找續。 - 每位成人乘客可免費攜帶最多兩名4歲以下而不佔座位的兒童乘客乘車，超額之4歲以下小童必須繳付小童車費乘車。 - 持有「九巴月票」之乘客在車票有效期內，每日可享最多10程任何九龍巴士及龍運巴士路線（包括本路線，以及聯營路線的九龍巴士／龍運巴士提供的班次；惟乘搭機場「A」及「NA」線則可享原價二七折優惠（不會計算每天10次合資格車程））；而B1線則每日可享最多各2程（不會計算每天10次合資格車程）。 - 九龍巴士、城巴、龍運巴士及陽光巴士全職員工及家屬（不包括外判職員）可免費乘搭本路線，惟必須拍職員或職員家屬八達通。 - 乘客亦可透過多元化電子支付系統（e度嘟）繳付車資，包括使用非接觸式VISA卡、JCB卡、萬事達卡、銀聯卡、美國運通、大來國際、Discover Card、Apple Pay、Google Pay、Samsung Pay、AlipayHK「易乘碼」、支付寶、WeChatHK／微信支付「搭車碼」、銀聯雲閃付「乘車碼」及BOC Pay「乘車碼」。乘客使用此付款方式，使用此支付方式的乘客可享有中途下車之分段收費，以及與其他九巴／龍運獨營路線或聯營線九巴／龍運班次之轉乘優惠，惟不適用於與非九巴／龍運路線之轉乘優惠，亦不能享有「公共交通費用補貼計劃」及「長者及合資格殘疾人士公共交通票價優惠計劃」。 |

## 八達通轉乘優惠
乘客登上本線後150分鐘內以同一張八達通卡轉乘以下路線，或從以下路線登車後150分鐘內以同一張八達通卡轉乘本線，次程可獲車資折扣優惠：
88←→大老山隧道非過海路線，次程可獲$4.2折扣優惠
- 88任何方向 ←→ 74X/B/P、74C/D、75X、80X、82X/P、83X/A、84M、85M、85X、88X、89C、89D/P、89X、272S、277E/P、277X、286M或T277線任何方向（須同一方向）[註 1]。

88←→九龍市區及西貢區路線，次程可獲$4.2折扣優惠
- 88往中秀茂坪 → 3M往慈雲山、15A往平田、29M往順利、91往清水灣、91M/P往寶琳／香港科技大學、92往西貢或290(A/B)、290X往彩明／將軍澳工業邨／康城站
- 3M往彩雲、15A往慈雲山、29M往新蒲崗、91、91M/P、92往鑽石山站或290(A/B/X)往荃灣西站 → 88往大圍站

88←→沙田及大埔區路線
- 88往大圍站 → 72往太和、72A往大埔工業邨、80K任何方向、81K任何方向、82K任何方向、83K/S往黃泥頭、85K往恆安、86K/S往錦英苑、88K任何方向、283往美松苑、285往駿洋邨或288(A)往水泉澳，次程可獲$4.2折扣優惠
- 88往大圍站 → 282往新田圍或284往濱景花園，次程車資全免
- 72往長沙灣、72A往大圍站、80K任何方向、81K任何方向、82K任何方向、83K/S往沙田市中心、85K往沙田站、86K/S往沙田站、88K任何方向、282、283、284、285或288(A)往沙田市中心 → 88往中秀茂坪，次程可獲$4.2折扣優惠

## 使用車輛
由於標書要求本線必須使用歐盟五型或以上排放標準的車輛行走，現時本線使用14輛富豪B9TL 12米（AVBWU）雙層空調巴士。
80線的車輛偶爾會支援本線（派車或非歐五車輛）。
| 車隊編號 | 車牌   |
| -------- | ------ |
| AVBWU507 | UU3760 |
| AVBWU518 | UU6366 |
| AVBWU573 | UX1245 |
| AVBWU574 | UX 860 |
| AVBWU575 | UX1225 |
| AVBWU577 | UX1369 |
| AVBWU578 | UX3160 |
| AVBWU580 | UX3784 |
| AVBWU589 | UX6797 |
| AVBWU594 | UX6566 |
| AVBWU597 | UX9689 |
| AVBWU602 | UY 147 |
| AVBWU645 | UZ9315 |
| AVBWU797 | VR5801 |

## 行車路線
中秀茂坪開經：秀明道、曉光街、秀茂坪道、寶琳路、安秀道、安茵街、安秀道、清水灣道、新清水灣道、清水灣道、龍翔道、支路、大老山隧道、大老山公路、沙瀝公路、沙田圍路、沙田鄉事會路、源禾路、担杆莆街、沙田正街、白鶴汀街、沙田正街、大埔公路－大圍段、美田路及車公廟路。
大圍站開經：美田路（南行）、迴旋處、美田路（北行）、大埔公路—大圍段、沙田正街、沙田市中心巴士總站、沙田正街、橫壆街、源禾路、沙田鄉事會路、沙田圍路、沙瀝公路、大老山公路、大老山隧道、龍翔道、清水灣道、新清水灣道、清水灣道、安秀道、寶琳路、秀茂坪道、曉光街及秀明道。

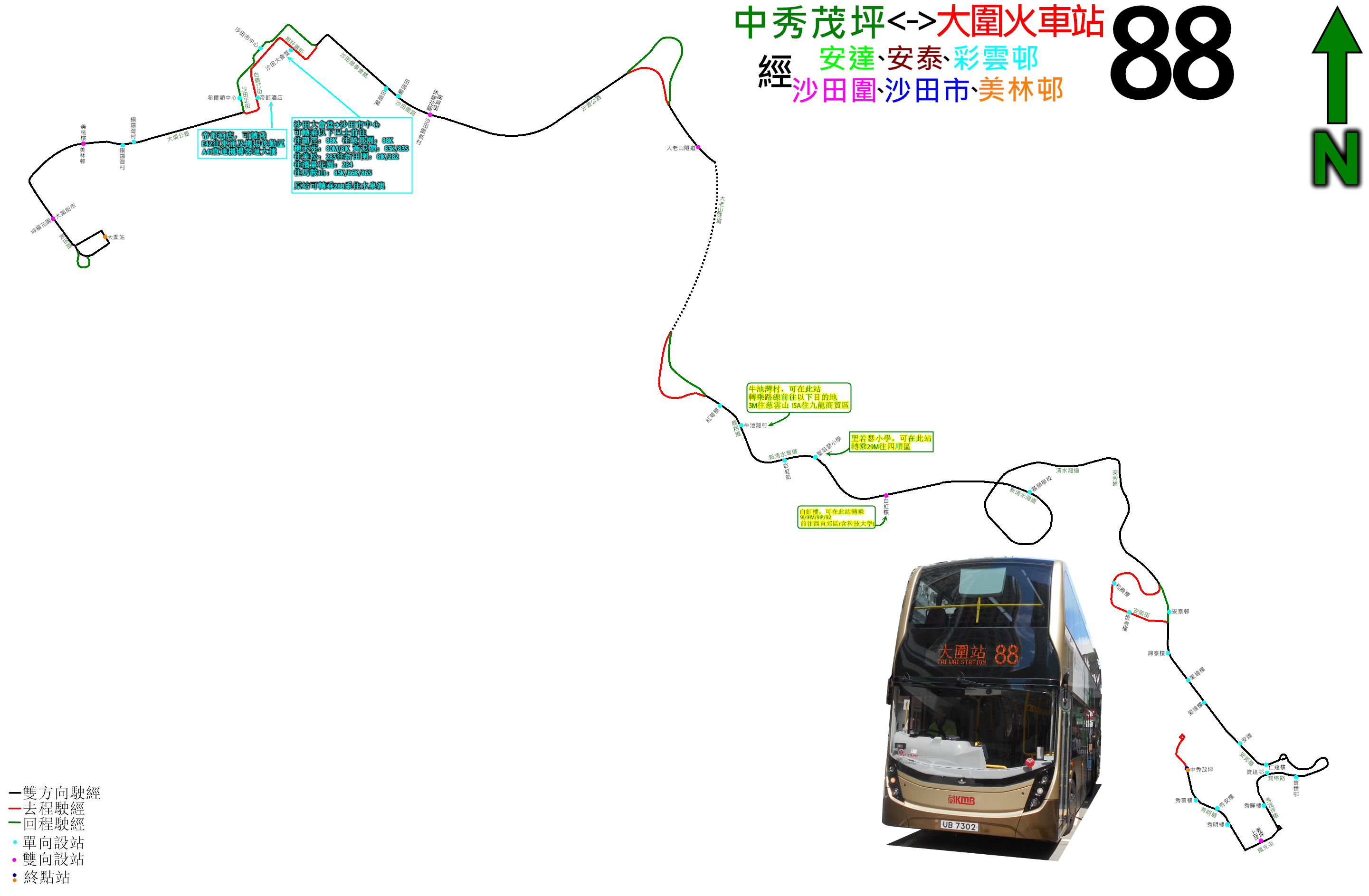
88路線的走線圖

具體停站請參考資訊框

## 第一代88線
第一代88線於1974年7月1日開辦，當時是來往顯田及小瀝源，及後於1976年6月1日改為來往小瀝源及沙田墟，至1982年5月7日因為九鐵的電氣化服務貫通紅磡及沙田，於是九巴停辦88線，並由新開辦的84K（第一代）替代原有88線的服務。

## 利用狀況
本線開辦初期，由於沿線居民對本線的認識不多，加上班次稍為過密，故客量只屬一般。
隨着安達邨及安泰邨入伙，需求遂漸上升，客量穩步上揚，現時上午往大圍及下午往中秀茂坪方向經常頂閘，大部份由上水，馬鞍山，大埔等前往安達臣道發展區、彩雲及秀茂坪的乘客都會在大老山隧道轉乘本線，所以轉乘客也佔本線不少的客源，但是本線往往在大老山隧道前已經頂閘，所以在繁忙時間在大老山隧道等侯本線的乘客經常登車困難。

## 外部連結
- 《安達臣道公共房屋發展計劃公共運輸服務的建議安排》，觀塘區議會交通及運輸委員會文件08/2015號

其他
- 681巴士總站 九巴88線 （页面存档备份，存于）